# Claraboya (novela)
Claraboya es una novela del escritor portugués José Saramago.

## Resumen del argumento
La novela narra las vidas de los habitantes de un edificio de humildes apartamentos de Lisboa durante la primavera de 1952. Un zapatero y su mujer viven en la planta baja al lado de un cajero viajante, su esposa extranjera y su hijo; en la primera planta viven un empleado de una imprenta y su esposa y una mujer misteriosa mantenida por su amante; y en la segunda planta vive un oficinista, su esposa y su hija y una viuda junto a su hermana y sus hijas.

## Publicación
Claraboya fue el segundo libro escrito por Saramago, alrededor de 1953. Poco después de la publicación de su primera novela, Tierra de pecado, el escritor envió el manuscrito de Claraboya a una editorial portuguesa, la cual no respondió al autor. En la década de 1980, cuando Saramago ya era un escritor consagrado, la editorial lo contactó solicitándole permiso para publicar el libro. Saramago se rehusó y decidió que solo sería publicada después de su muerte. Claraboya fue publicada en octubre de 2011, un año y tres meses después de la muerte del autor.